# اختزال البروتوكلوروفيليد
اختزال بروتوكلوروفيليد (POR) في علم الإنزيمات هي إنزيمات تحفز عملية التحويل من بروتوكلوروفيليد إلى كلوروفيليد أ. وهي إنزيمات مؤكسدة-مختزلة تشارك في المسار الحيوي لتخليق الكلوروفيلات.
هنالك ثلاثة ركائز في هذا الإنزيم وهم بروتوكلوروفيليد, فوسفات ثنائي نيوكليوتيد الأدينين وأميد النيكوتين, أيون الهيدروجين; اثنين من النتائج والتي هما هي chlorophyllide <i id="mwJQ">أ</i> وفوسفات ثنائي نيوكليوتيد الأدينين وأميد النيكوتين.
هناك نوعان من البروتينات التي تكون غير المرتبطة هيكليًا بهذا النشاط، ونعرفهما إليهما بالاعتماد على الضوء والظلام. يحتاج المختزل الذي يعتمد على الضوء لوجود الضوء في محيطه ليعمل، اما النوع الثاني يحتاج الظلام فهو بروتين مختلف عن الذي يعتمد على الضوء تمامًا، يتكون من ثلاث عناصر أخرى تُظهر تشابهًا كبيرًا في التسلسل مع الوحدات الفرعية الثلاث للنيتروجيناز. قد يكون هذا الإنزيم أقدم تطوريًا ولكن (كونه مشابهًا للنيتروجيناز) شديد الحساسية للأكسجين الحر ولا يعمل إذا تجاوز تركيزه حوالي نسبة 3 ٪.ومن هنا بدأت وتطورت النسخة البديلة المعتمدة على الضوء مع زيادة نسبة تركيز الأكسجين في الغلاف الجوي للأرض.

النسخة المعتمدة على الضوء (EC 1.3.1.33) تستخدم NADPH:

يؤدي اختزال الحلقة D من البروتوكلوروفيليد إلى إكمال التخليق الحيوي للكلوروفيليد أ

بروتوكلوروفيليد + NADPH + H + {\displaystyle \rightleftharpoons } الكلوروفيليد أ + NADP +